# Босна (спецподразделение)
Босна (босн. Odred specijalne policije "Bosna") — спецподразделение полицейского назначения в составе федерального министерства внутренних дел Боснии и Герцеговины. Было создано в 1992 году для противодействия терроризму, борьбы с особо опасными преступниками, пресечения массовых беспорядков, охраны VIP, освобождения заложников и так далее. Может привлекаться к ликвидации последствий стихийных бедствий и чрезвычайных ситуаций. Ведёт свою историю со специальной группы «Ласта», которая входила в правоохранительную систему тогда ещё социалистической республики Югославия и комплектовалась из наиболее подготовленных сотрудников милиции.

## История
- 6 апреля 1992 года: создание группы специальных операций «Босна», подчинявшейся непосредственно президенту или министру внутренних дел Боснии и Герцеговины. Первый командир Драган Викич, его заместитель Кемаль Адемович. Базой служила штаб-квартира республиканской полиции. Начальная численность около 300—400 человек, организованных в структуру батальонного типа: две боевые команды по 100—120 бойцов и два вспомогательных подразделения.
- 1994 год: создание в первой команде автономного отряда раздведки.
- 2001 год: реорганизация структуры подразделения и системы управления.

## Особенности организации
Подразделение располагается в Сараево в районе Отока. Находится в непосредственном подчинении министра внутренних дел Боснии и Герцеговины.
Штатная структура:
- командование: командир группы старший инспектор Ибро Беслия и его заместители по оперативной работе, безопасности, праву и снабжению, составляющие штаб подразделения.
- инструкторская команда: специалисты-инструкторы по различным прикладным дисциплинам: стрельбе, тактике, снайпингу, противодиверсионной защите, альпинизму, рукопашному бою, плаванию, парашютной и физической подготовке, подводному плаванию, вождению, использованию служебных собак и т. д.
- оперативные команды ALFA, BETA, GAMMA, включающие в себя штурмовые группы и группы поддержки.
- команда обеспечения безопасности базы DELTA,
- вертолетное авиакрыло подразделения для оперативного решения транспортных задач, ведения разведки, поиска и спасения. Допускается использование вертолетов в качестве платформ для средств огневой поддержки (например — снайперов).
- логистическая секция.